# Kościół Ewangelicko-Metodystyczny w RP

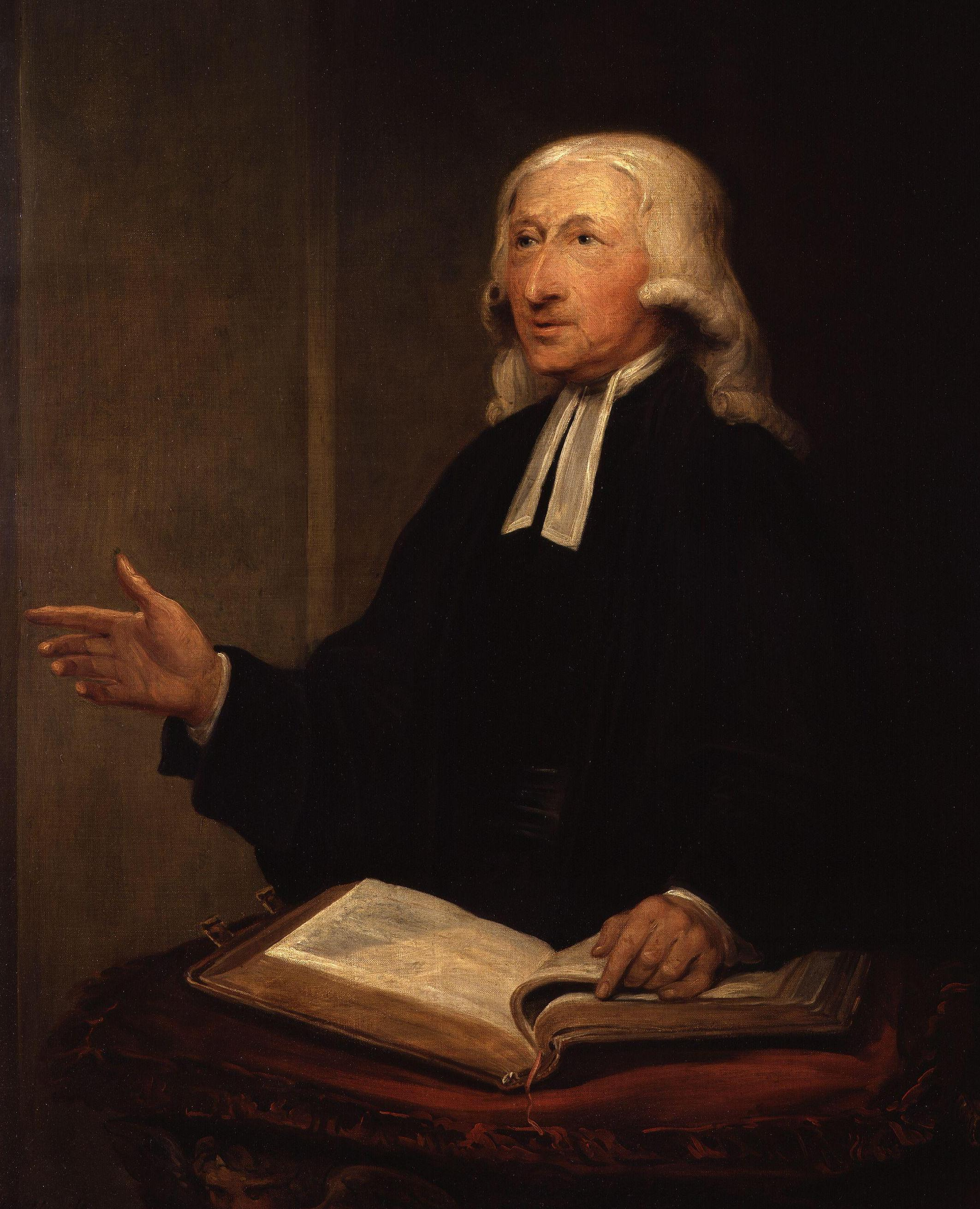
John Wesley

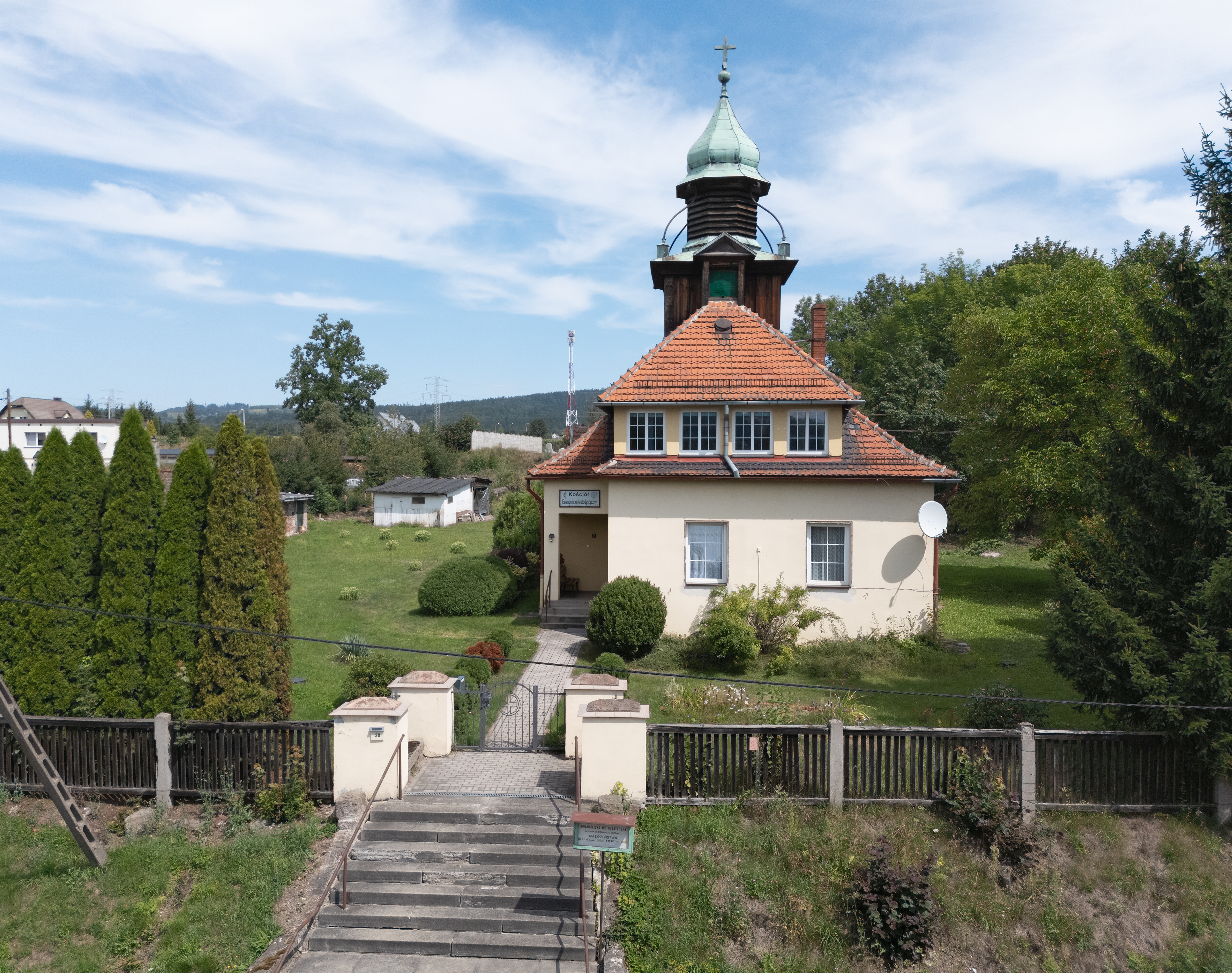
Kościół ewangelicko-metodystyczny w Ścinawce Średniej

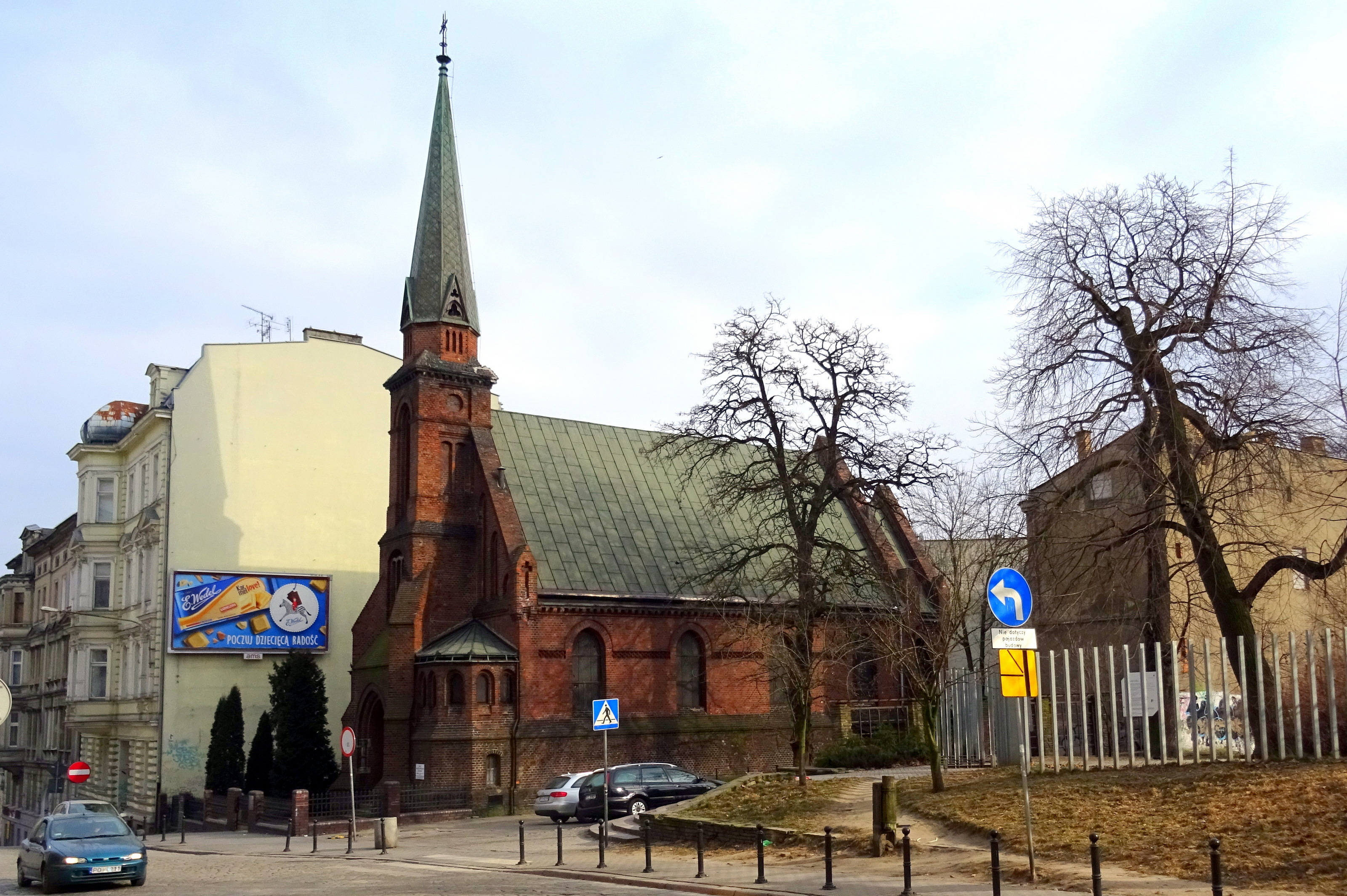
Metodystyczny Kościół Świętego Krzyża w Poznaniu

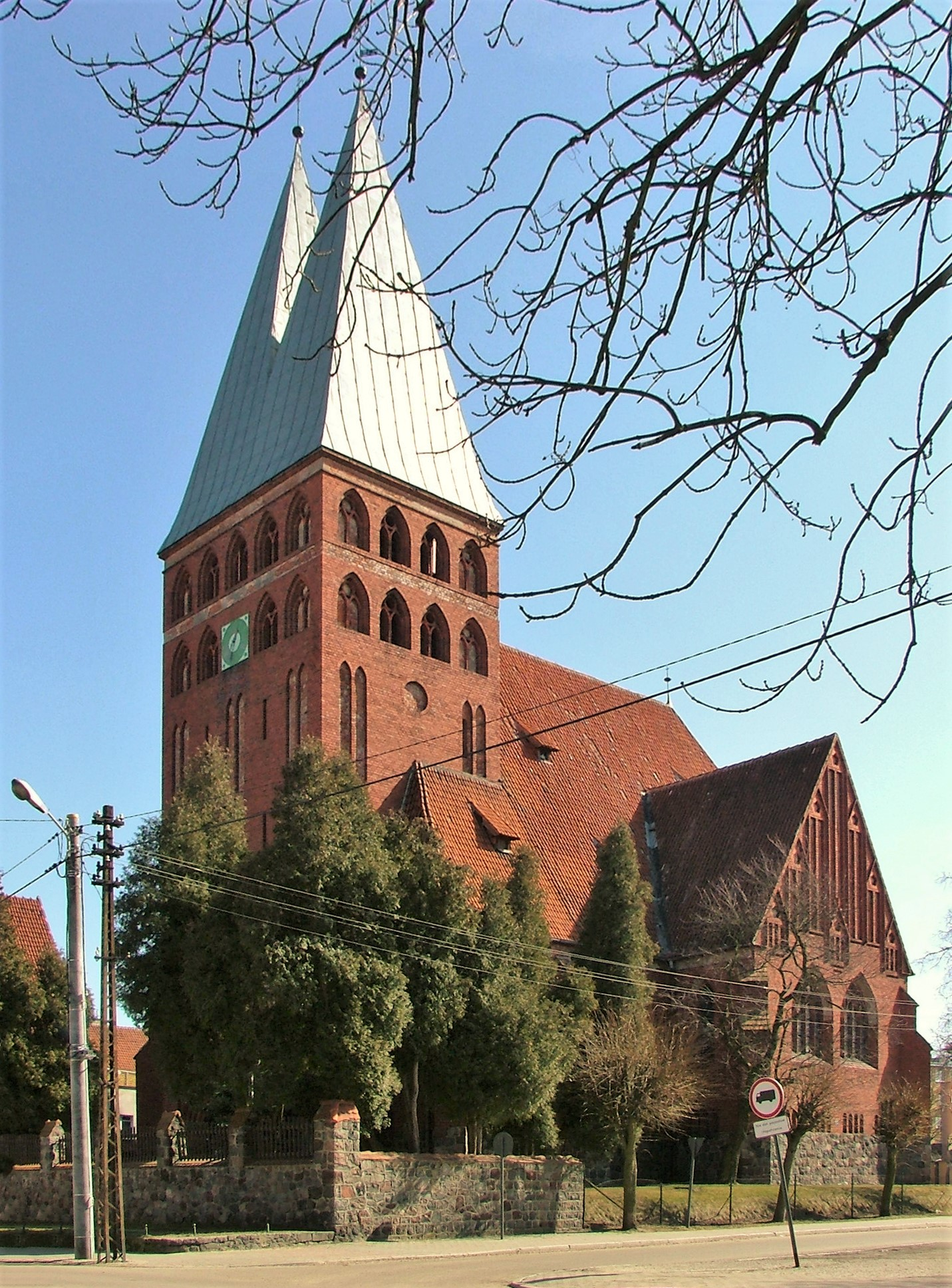
Kościół ewangelicko-metodystyczny Łaski Bożej w Ostródzie

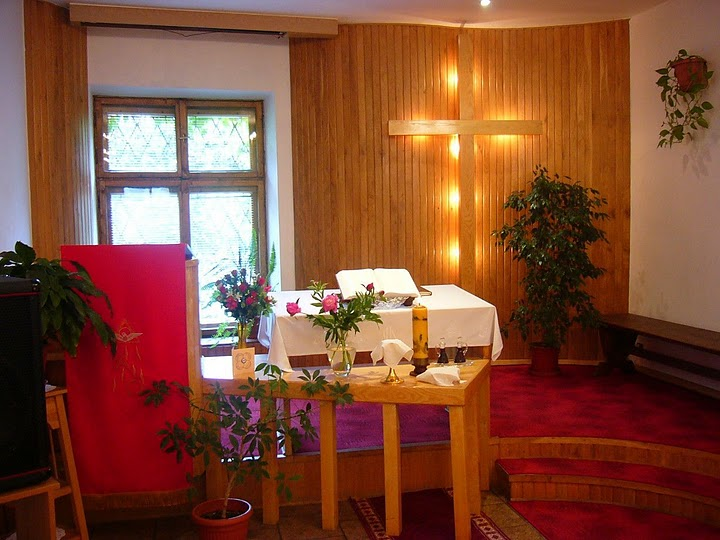
Kaplica zboru im. Andrzeja Frycza Modrzewskiego w Krakowie

Kościół Ewangelicko-Metodystyczny w Rzeczypospolitej Polskiej – kościół protestancki nurtu metodystycznego, będący członkiem Polskiej Rady Ekumenicznej. W 2024 roku Kościół liczył 4197 wiernych (w tym 29 duchownych) w 45 parafiach.
Organem prasowym Kościoła jest dwumiesięcznik „Pielgrzym Polski”, publikacje książkowe ukazują się w Wydawnictwie „Pielgrzym Polski”. Przy Kościele działa podlegająca Radzie Kościoła Szkoła Języka Angielskiego, używająca nazwy English Language College. Zwierzchnikiem Kościoła jest Superintendent Naczelny ks. Andrzej Malicki.
Według danych z Narodowego Spisu Powszechnego z 2021 roku, przynależność do Kościoła zadeklarowały 764 osoby.

## Historia

### Początki działalności
Pierwsze parafie metodystyczne należące do Episkopalnego Kościoła Metodystycznego (niem. Bischöfliche Methodistische Kirche), jednego z dwóch nurtów metodyzmu obecnego w Niemczech, pojawiły się na obecnych ziemiach polskich w drugiej połowie XIX wieku (głównie na Pomorzu i Dolnym Śląsku). Do najstarszych parafii należały: Gdańsk (1895), Grudziądz, Chodzież i Wrocław (1897).
Za początek metodyzmu w Polsce uznaje się dwudziestolecie międzywojenne. Polski Kościół Ewangelicko-Metodystyczny sięga swymi korzeniami do działalności Południowego Episkopalnego Kościoła Metodystycznego ze Stanów Zjednoczonych. Misji w Polsce przewodził ks. mjr Leslie G. White. Pierwsi misjonarze metodystyczni przybyli do Polski w 1919 roku na zaproszenie premiera rządu RP Ignacego Paderewskiego, który chciał by duchowni metodystyczni uczyli kadrę rządową języka angielskiego. W 1921 roku w Warszawie powstała istniejąca do dziś Szkoła Języka Angielskiego (English Language College).
Wkrótce Kościół rozpoczął prowadzenie akcji charytatywnych skierowanych do repatriantów, ofiar wojny i bezrobotnych. Metodyści uruchomili kilka kuchni wydających obiady dla bezrobotnych i bezdomnych. Wykupili budynek dawnego prywatnego gimnazjum Wandy Pawlickiej w Klarysewie koło Warszawy, gdzie powstał dom dziecka, funkcjonowały szkoła, szwalnia oraz stołówka. Obok głównego gmachu wybudowali kaplicę – ośrodek ten nazwano „Emaus”. Założyli kilka szkół przysposobienia zawodowego dla kobiet i mężczyzn, przedszkola, otworzyli klinikę w Skolimowie koło Warszawy oraz domy opieki dla sierot.
Pierwsze polskie zbory metodystyczne powstały w Warszawie, Katowicach i we Lwowie. Do Misji Południowego Episkopalnego Kościoła Metodystycznego prowadzonej przez Amerykanów dołączono 4 parafie o niemieckim rodowodzie: Gdańsk, Chodzież, Grudziądz i Czarny Las, które znalazły się w odradzającej się po zaborach Polsce. W sierpniu 1922 roku zorganizowano Pierwszą Polską Konferencję Doroczną, która odbyła się w ośrodku „Emaus” w Klarysewie. Początkowo przełożonymi Kościoła byli Amerykanie. W 1926 zaczęto wydawać pismo „Pielgrzym Polski”.
Misja metodystyczna dysponowała ogromnymi środkami finansowymi i zatrudniała setki pracowników, za co początkowo polskie władze wyrażały ogromną wdzięczność. Gdy jednak okazało się, że misja ma przede wszystkim charakter religijny (organizuje metodystyczne parafie i przeprowadza nabożeństwa) władze zaczęły ograniczać działalność metodystów. Po kilku latach zasoby finansowe zmniejszyły się na skutek światowego kryzysu ekonomicznego, i w pierwszej połowie lat 30. pomoc charytatywna świadczona przez metodystów musiała ulec ograniczeniu. Z tego też względu w 1933 roku ośrodek w Klarysewie wydzierżawiono katolickiej instytucji charytatywnej, Domowi ks. Boduena.
W roku 1924 grupa metodystów liczyła ok. 600 wyznawców (najwięcej w okolicach Poznania i Torunia). W roku 1938 było to już ok. 2500 osób. Należeli oni do 14 parafii obsługiwanych przez 15 kaznodziejów. Choć do końca dwudziestolecia międzywojennego metodyści ubiegali się o legalizację działalności religijnej, niechętne im władze nie chciały uregulować ich sytuacji prawnej.

### Okres II wojny światowej
W 1939 roku po agresji Niemiec na Polskę w wyniku połączenia Metodystycznego Kościoła Episkopalnego, Południowego Metodystycznego Kościoła Episkopalnego oraz Metodystycznego Kościoła Protestanckiego utworzono jeden Kościół Metodystyczny. Połączenie z niemieckimi parafiami umożliwiło legalne działanie Kościoła w warunkach okupacji. Legalizację na terenie Generalnego Gubernatorstwa Kościół Metodystyczny uzyskał 22 kwietnia 1941. W roku 1941 po przystąpieniu Stanów Zjednoczonych do wojny z Trzecią Rzeszą internowano amerykańskich duchownych łącznie z superintendentem naczelnym dr. Gaitherem Warfildem (1896–1986). Wówczas superintendentem Kościoła Metodystycznego w Generalnej Guberni został ks. prezbiter Konstanty Najder. Ks. Najder jeszcze w roku 1941 zorganizował parafię w Krakowie. Otwarto Wyższą Szkołę Biblijną w Warszawie, która była jedyną legalną szkołą wyższą w Generalnym Gubernatorstwie. Organizowano prelekcje, koncerty i wykłady. W okresie wojny Kościół Metodystyczny nie utracił zdolności działania, a nawet się rozwijał.
W roku 1945 wszystkie parafie niemieckiego Episkopalnego Kościoła Metodystycznego, które leżały na wschód od Odry i Nysy Łużyckiej przestały istnieć. Członkowie tych parafii albo uciekali na zachód przed zbliżającymi się wojskami radzieckimi na przełomie 1944 i 1945 roku, albo zginęli w trakcie działań wojennych, albo też już po zakończeniu wojny musieli opuścić swoje miejsca zamieszkania. W niektórych miejscach opuszczonych przez niemieckie parafie metodystyczne w oparciu o ich budynki sakralne powstały parafie polskie złożone z osób osiedlających się na ziemiach zachodnich.

### Sytuacja Kościoła po wojnie
W roku 1945 w Warszawie utworzono Komitet Wykonawczy Kościoła Metodystycznego z przewodniczącym ks. superintendentem Konstantym Najderem, sekretarzem pastorem Michałem Kośmiderskim oraz członkami: pastorem Józefem Szczepkowskim i pastorem Janem Kalinowskim. Komitet w tym składzie funkcjonował do lutego 1948. Po II wojnie światowej Kościół Metodystów został zarejestrowany na mocy reskryptu z 5 września 1945. Szybka rejestracja wynikała z legalnego działania Kościoła w warunkach okupacji hitlerowskiej.
W latach 1945–1948 Kościół na terenie województwa olsztyńskiego, zwłaszcza w powiecie ostródzkim, pozyskał ponad sześć tysięcy wiernych. Krótko po wojnie Kościół liczył ponad 20 tys. wiernych. Władze przewidywały włączenie duchownych metodystycznych w proces repolonizacji mieszkańców Mazur. Rozwój Kościoła na Ziemiach Północnych od roku 1951 hamowały władze państwowe, które planowały likwidację zborów metodystycznych w tym regionie. W ocenie władz rywalizacja między Kościołem Metodystycznym a Ewangelicko-Augsburskim spowalniała proces repolonizacji, wobec czego postanowiono wspierać większy KEA.
W 1949 roku w łonie Kościoła Metodystycznego powstała prokomunistyczna frakcja „pastorów demokratów” na czele z ks. Marianem Lubeckim, której celem było zarządzanie Kościołem. Na początku 1949 roku do opuszczenia Polski zmuszono superintendentów obcokrajowców, obywatela Kanady Edmunda Chambersa i Szweda posiadającego amerykański paszport Wernera Teodora Wickstroma, a później również innych duchownych o amerykańskich korzeniach. W środowisku „pastorów demokratów” Służba Bezpieczeństwa werbowała swoich informatorów. Struktury sekcji trzecich wojewódzkich UBP rejestrowały w roku 1952 kilkunastu informatorów. Grupie tej przeciwstawiała się „grupa komitetowa”, w której znaleźli się duchowni związani z Komitetem Wykonawczym, reprezentująca środowiska konserwatywne, powiązana z amerykańskimi współwyznawcami. Urząd do Spraw Wyznań uznawał Kościół metodystyczny jako element wrogi. Natomiast wsparcie UdSW udzielane „pastorom demokratom” miało na celu skompromitowanie Kościoła Metodystycznego na Zachodzie i odcięcie go od płynącej stamtąd pomocy materialnej, co miało doprowadzić do upadku Kościoła.
Po przemianach roku 1956 władze wyjęły Kościół metodystyczny z polityki likwidacyjnej. Jednakże wcześniejsza polityka władz wobec Kościoła metodystycznego, jak również liczna emigracja do Niemiec i Stanów Zjednoczonych doprowadziły do znacznego spadku liczby wiernych w całym kraju. Na początku 1952 roku Kościół liczył 16 177 wiernych, w 1961 roku 5311 osób, a w roku 1964 nieco ponad 5000. Przeciw Kościołowi metodystycznemu Służba Bezpieczeństwa prowadziła sprawę obiektową pod kryptonimem „Metody”.

### Okres III Rzeczypospolitej
21 kwietnia 1990 na Konferencji Dorocznej Zorganizowanej w Ostródzie uchwalono zmianę nazwy z Kościół Metodystyczny na Kościół Ewangelicko-Metodystyczny w RP nawiązując do światowego nazewnictwa. W III Rzeczypospolitej stosunek Państwa do Kościoła Ewangelicko-Metodystycznego w RP reguluje ustawa z dnia 30 czerwca 1995 roku. Z innymi kościołami Kościół Ewangelicko-Metodystyczny w RP utrzymuje braterskie więzi i współpracuje na rzecz pojednania wszystkich chrześcijan.
Kościół Ewangelicko-Metodystyczny w RP należy do Konferencji Europy Centralnej i Południowej Zjednoczonego Kościoła Metodystycznego, gdzie jest jednym z 16 Kościołów tej konferencji. Konferencja ta liczy około 33,5 tys. członków i sympatyków, a jest częścią globalnej struktury wyznania, która jest najwyższą kolegialną władzą w Kościele. Organem prasowym Kościoła jest dwumiesięcznik „Pielgrzym Polski”, który w 2014 roku ukazywał się w nakładzie 500 egzemplarzy.
W 2005 roku w wyniku rozłamu wśród polskich metodystów powstał Ewangeliczny Kościół Metodystyczny w RP zarejestrowany w roku 2017.

### Zwierzchnicy Kościoła
- 1922–1926 – ks. sup. William B. Beauchamp
- 1926–1934 – ks. sup. Urban V.M. Darlington
- 1934–1939 – ks. sup. Arthur J. Moore
- 1939–1941 – ks. sup. dr Gaither P. Warfield
- 1941–1948 – ks. sup. Konstanty Najder[23]
- 1948–1949 – ks. Teodor Wickstrom
- 1949–1954 – ks. sup. Józef Naumiuk[24]
- 1954–1956 – ks. Gustaw Burchardt[25]
- 1957–1969 – ks. sup. dr Józef Szczepkowski
- 1969–1983 – ks. sup. prof. dr hab. Witold Benedyktowicz
- 1983–1989 – ks. sup. Adam Kuczma
- 1989–2013 – ks. bp dr Edward Puślecki
- od 2013 – ks. sup. Andrzej Malicki

## Nauka Kościoła
W doktrynie i praktyce metodyzm postrzegany jest jako ogniwo pośrednie między tradycyjnymi kościołami ewangelickimi (np. luterańskimi, kalwińskimi) a protestantyzmem ewangelikalnym (m.in. baptyzm, pentekostalizm i należące do ruchu uświęceniowego). Był pierwszym typowym Kościołem ewangelikalnym, lecz część wchodzących w jego skład wspólnot nabyła tożsamość właściwą głównemu nurtowi protestantyzmu (ang. mainline Protestantism). Podstawę doktrynalną, obok Biblii stanowią pisma Johna Wesleya. Metodyzm uznaje cztery szczeble, wiodące do zbawienia:
- usprawiedliwienie;
- odrodzenie;
- łaska Ducha;
- uświęcenie.

Bóg działa na człowieka, kiedy ten modli się, pości, studiuje Pismo Święte, przyjmuje sakramenty oraz prowadzi z Bogiem duchowe rozmowy.

## Duchowni
W 2016 roku Kościół posiadał 29 księży. Duchownym Kościoła może być osoba (mężczyzna lub kobieta), która posiada przygotowanie teologiczne, np. ukończyła Wyższe Seminarium Teologiczne im. Jana Łaskiego w Warszawie i uzyskała akceptację władz kościelnych. Księży nie obowiązuje celibat. W Polsce stosuje się np. następujące stroje liturgiczne: czarna toga z wycięciem trójkątnym lub biała alba sięgająca do kostek. Do wszystkich strojów istnieje możliwość założenia białej befki lub stuły w odpowiednim kolorze liturgicznym.

## Administracja i władze Kościoła

### Władze Kościoła
- zwierzchnik – Superintendent Naczelny: ks. Andrzej Malicki
- członkowie Rady Kościoła: ks. Sławomir Rodaszyński, ks. Józef Bartos, ks. Waldemar Eggert, ks. Adrian Myśliński, Bożena Daszuta

### Honorowi zwierzchnicy
- ks. dr Edward Puślecki

### Podział administracyjny

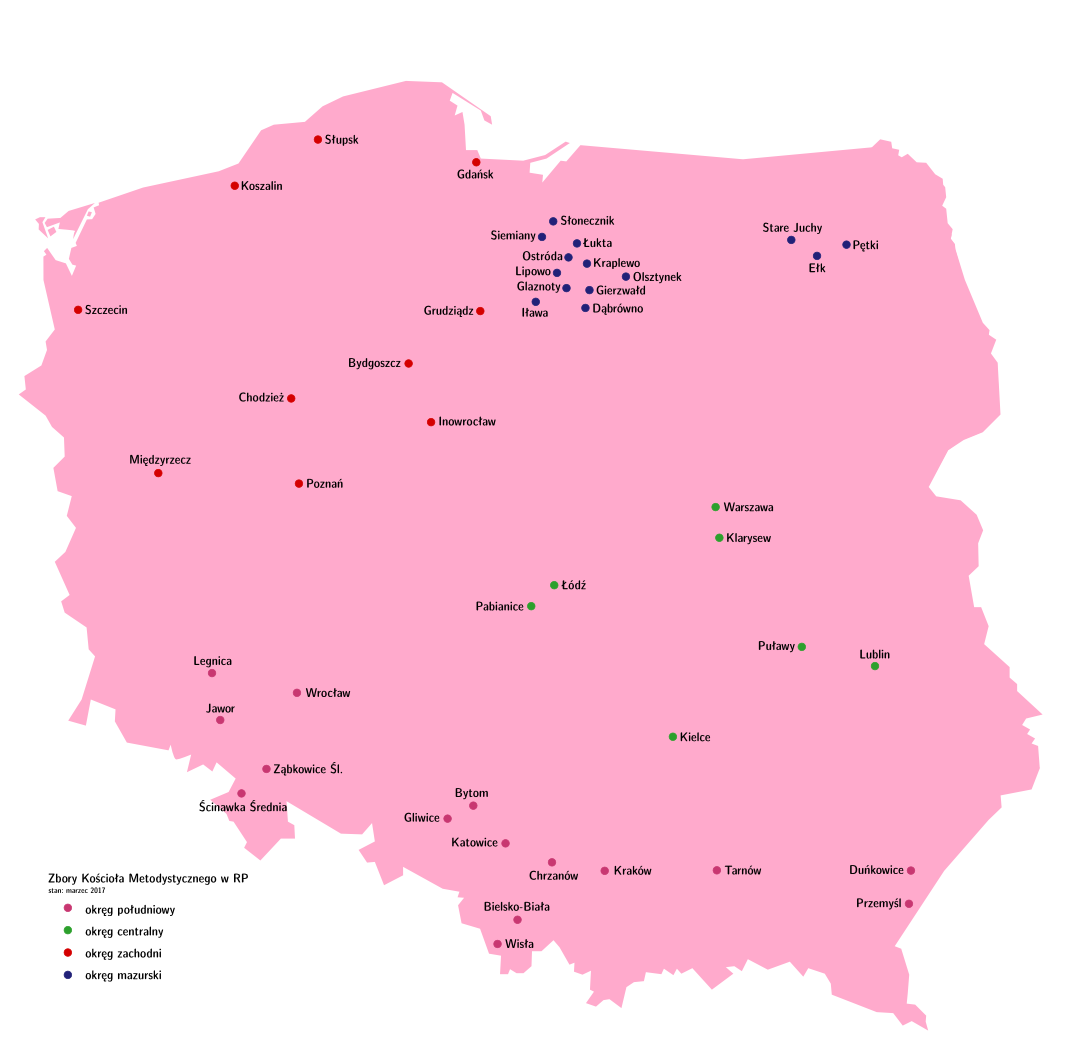
Zbory Kościoła Ewangelicko-Metodystycznego w RP

- okręg centralny (województwa: łódzkie, mazowieckie, lubelskie i świętokrzyskie) – Superintendent Naczelny ks. Andrzej Malicki
- okręg mazurski (województwa: podlaskie, pomorskie – część[d], warmińsko-mazurskie) – superintendent: ks. Waldemar Eggert
- okręg południowy (województwa: dolnośląskie, małopolskie, podkarpackie, opolskie i śląskie) – superintendent ks. Józef Bartos
- okręg zachodni (województwa: kujawsko-pomorskie, lubuskie, pomorskie[e], wielkopolskie) – superintendent: ks. Sławomir Rodaszyński

Najwyższym organem Kościoła jest Konferencja Doroczna (synod), której przewodniczy superintendent naczelny. On też kieruje pracami Rady Kościoła, która zawiaduje sprawami Kościoła między sesjami konferencji dorocznych. Aktualnie sekretarzem konferencji jest Zbigniew Kamiński, zaś jego zastępcą Roman Markowski. Obecnie w Kościele służy 27 duchownych.

## Siedziba

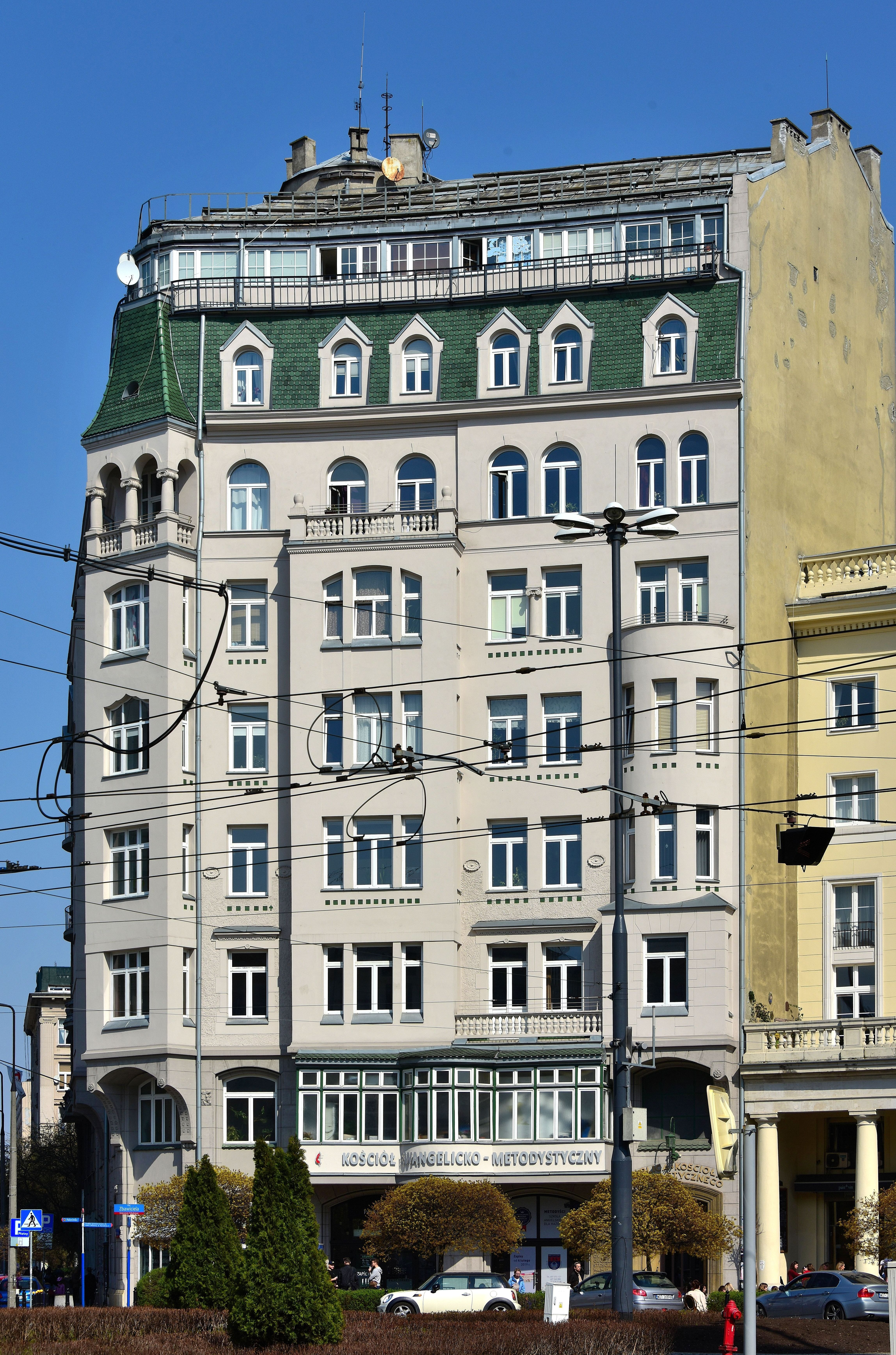
Kaplica Dobrego Pasterza na parterze kamienicy Jasieńczyka-Jabłońskiego przy ul. Mokotowskiej 12 w Warszawie

Kancelaria Główna Kościoła Ewangelicko-Metodystycznego w RP ul. Mokotowska 12, 00-561 Warszawa

## Instytucje prowadzone przez Kościół
- Szkoła Języka Angielskiego w Warszawie (English Language College)
- Wyższe Seminarium Teologiczne im. Jana Łaskiego w Warszawie
- Wydawnictwo Pielgrzym Polski
- Kościelne Centrum Edukacyjne w Konstancinie im. ks. prof. Witolda Benedyktowicza
- Kościelne Centrum Konferencyjne Warfieldowo w Klarysewie

## Statystyki

### Dane według statystycznych ankiet wyznaniowych
| Rok  | Liczba wiernych | Liczba zborów | Liczba kościołów/kaplic | Liczba duchownych |
| ---- | --------------- | ------------- | ----------------------- | ----------------- |
| 1989 | 3012            | 47            | 51                      | 40                |
| 1990 | 3012            | 43            | 51                      | 41                |
| 1991 | 2963            | 41            | 50                      | 41                |
| 1992 | 3039            | 42            | 51                      | 41                |
| 1994 | 4338            | 48            | 46                      | 36                |
| 1995 | 4344            | 48            | 46                      | 34                |
| 1996 | 4349            | 48            | 48                      | 32                |
| 1998 | 4354            | 47            |                         | 31                |
| 1999 | 4359            | 44            |                         | 31                |
| 2000 | 4367            | 44            | 40                      | 30                |
| 2001 | 4377            | 41            |                         | 28                |
| 2002 | 4380            | 41            |                         | 29                |
| 2003 | 4400            | 41            |                         | 31                |
| 2004 | 4420            | 41            |                         | 29                |
| 2005 | 4430            | 42            | 40                      | 30                |
| 2006 | 4445            | 43            |                         | 31                |
| 2007 | 4481            | 43            | 41                      | 31                |
| 2010 | 4352            | 42            | 40                      | 29                |
| 2011 | 4352            | 42            | 40                      | 29                |
| 2012 | 4362            | 42            | 40                      | 28                |
| 2013 | 4395            | 42            | 46                      | 29                |
| 2014 | 4415            | 42            | 46                      | 29                |
| 2015 | 4415            | 42            | 46                      | 29                |
| 2016 | 4455            | 42            | 46                      | 29                |
| 2017 | 4465            | 48            | 45                      | 30                |
| 2018 | 4442            | 46            | 48                      | 29                |
| 2019 | 4457            | 46            | 45                      | 28                |
| 2020 | 4443            | 46            | 45                      | 28                |
| 2021 | 4396            | 46            | 45                      | 28                |
| 2022 | 4197            | 45            |                         | 30                |
| 2023 | 4216            | 45            |                         | 30                |
| 2024 | 4197            | 45            |                         | 29                |

### Dane według wyników spisów powszechnych
| Spis powszechny               | Liczba deklaracji |
| ----------------------------- | ----------------- |
| Narodowy Spis Powszechny 2011 | 743               |
| Narodowy Spis Powszechny 2021 | 764               |

## Piśmiennictwo o Kościele
- Janusz Borowiak, Kościół Ewangelicko-Metodystyczny w Polsce, Warszawa 1999
- Kościół Ewangelicko-Metodystyczny na Mazurach w latach 1945-2015, red. Grzegorz Pełczyński, Cieszyn 2016 ISBN 978-83-60917-98-5
- Luteranie i metodyści na Mazurach 1945-1957. Wybór materiałów, oprac. Kazimierz Urban, Kraków 2000
- Edward Puślecki, Powracająca fala. Działalność Południowego Episkopalnego Kościoła Metodystycznego w Polsce w latach 1920-1924. Studium historyczno-teologiczne, Wydawnictwo "Pielgrzym Polski", Warszawa 2001